# アロサ
アロサ (Alosa) は、ニシン科シャッド亜科アロサ属 Alosaの総称。亜属 A. Pomolobus、A. Caspialosaをそれぞれ別属とすることがあるが、ここではそれらを含めた広義のアロサ属について述べる。
英語からシャッド (Shad)、フランス語からアローズ (Alose) とも。あまり使われないがニシンダマシの和名があり、英語ではriver herring（直訳: 川のニシン属）ともいうが、ニシン亜科のニシンは別亜科。
ルアーのシャッドは、この魚に似せて作られたことで有名である。
成魚は北大西洋、メキシコ湾、地中海、黒海、カスピ海に生息する。産卵のために川をさかのぼり、淡水に産卵し、産卵後はサケと違い海に帰る。稚魚は淡水で1-2年生活したのち川を下り海へ出る。殆どの種が降海型だが陸封型（残留型）も存在する。
食用になり、いくつかの種は経済的に価値が高い。
近縁属にインド洋、東南アジア近海に住むテヌアロサ属（Tenualosa）があり、まれにアロサ属に含めることがある。アロサ属からテヌアロサ属に変更された種も多い。

## 種
種分類は諸説あるが、以下は一例。
亜属A. (Caspialosa) を認めず、A. (Alosa) に含めることがある。
通常テヌアロサ属とされる種は省略。
- Alosa (Alosa)
  - アゴーン (Agone), Alosa agone
  - アラバマシャッド (Alabama shad), Alosa alabamae
  - アリスシャッド (英: Allis shad), Alosa alosa
  - トウェイトシャッド、アローズファント (英: Twaite shad, 仏 Alose finte), Alosa fallax
  - アメリカシャッド、アメリカンシャッド (American shad, Atlantic shad), Alosa sapidissima
  - ギリシャシャッド (Greek shad), Alosa vistonica
- Alosa (Caspialosa) - 黒海・カスピ海に生息
  - カスピマリンシャッド (Caspian marine shad), Alosa brashnikovi
  - カスピシャッド (Caspian shad) Alosa caspia
  - ポンティックシャッド (Pontic shad), Alosa immaculata syn. Alosa pontica
  - マケドニアシャッド (Macedonian shad), Alosa macedonica
  - コッカイシャッド (Black Sea shad), Alosa maeotica
  - サポシニコフシャッド (Saposhnikovi shad), Alosa saposchnikowii
  - アグラハンシャッド (Agrakhan shad), Alosa sphaerocephala
  - アゾフシャッド (Azov shad), Alosa tanaica
- Alosa (Pomolobus) - アメリカ近海に生息
  - ブルーバックヘリング (Blueback herring), Alosa aestivalis
  - スキップジャックシャッド (Skipjack shad), Alosa chrysochloris
  - ヒッコリーシャッド (Hickory shad), Alosa mediocris
  - エールワイフ (Alewife), Alosa pseudoharengus